# 2012年7月大马士革炸弹袭击事件
2012年7月大马士革炸弹袭击事件发生于2012年7月18日，巴沙尔·阿萨德政府的高官在大马士革的国家安全总部大楼里开会时发生了一起自杀式炸弹袭击。袭击由巴沙尔核心圈的一名保镖实施，他亲手引爆了绑在身上的炸弹。
该起袭击事件造成国防部长达乌德·拉基哈与前国防部长哈桑·图尔克马尼3人当场死亡以及巴沙尔的姐夫、国防部副部长阿瑟夫·沙乌卡特；至2012年7月20日，國家安全局局長希沙姆·伊赫蒂亚尔也因傷勢過重死亡。此外还包括有前国家安全局局长穆罕默德·赛义德·布希坦与内政部长穆罕默德·易卜拉欣·沙尔在内的许多当局高官受伤。

## 事后
叙国家电视台报道，总参谋长法赫德·贾西姆·弗拉杰被任命为新一任国防部长。
包括自由军在内的反对派宣称他们实施了这次袭击行动。

## 反应

### 国内
- 叙利亚政府：叙利亚国家电视台报道称：外国支持的“恐怖分子”实施了这次袭击。叙军队发表声明表示叙“决心消灭所有恐怖势力，并恢复国家安全。”[16]
- 叙利亚反对派：叙利亚全国委员会主席希达18日在卡塔尔首都多哈表示，“今天是叙利亚历史上的一个转折点。爆炸事件不仅会给阿萨德政权施加更大的压力，还会加速该政权的覆灭。也许只需数周或数月的时间即可”，“这是最后的阶段。他们很快就会垮台”。[17]

### 国际
- 美国：美国国防部长莱昂·帕内塔说，叙利亚局势已经失控，国际社会必须向巴沙尔·阿萨德施压让他下台，以实现和平政治过渡[18]。
- 英国：英国外交大臣威廉·黑格说，我们需要安理会依据《联合国宪章》第七章对叙利亚采取行动[19]。
- 以色列：以色列国防部长埃胡德·巴拉克紧急召集高官们举行了一次情报与安全工作会议，以讨论和应对叙利亚局势[20]。
- 俄羅斯：俄罗斯外交部发言人亚历山大·卢卡舍维奇说，莫斯科强烈谴责任何形式的恐怖行为，我们希望肇事者的组织者能够得到严惩[21]。
- 伊朗：伊朗外交部谴责炸弹袭击事件，并称“只有通过对话才能解决叙利亚目前的危机”[22]。
- 约旦：约旦国王阿卜杜拉二世表示，针对阿萨德核心成员的暗杀“是对叙当局严重的一次打击”[23]。
- 中國：中华人民共和国外交部发言人洪磊表示，“中方反对一切形式的恐怖主义和暴力行径，对昨日发生在大马士革的爆炸事件予以强烈谴责。中方对叙利亚局势持续紧张深感忧虑，再次呼吁叙利亚有关各方立即停火止暴，落实安南“六点建议”、安理会有关决议及叙利亚问题“行动小组”外长会议公报，以早日化解当前危机。”[24]